# Janomima mariana
Janomima mariana är en fjärilsart som beskrevs av White 1843. Janomima mariana ingår i släktet Janomima och familjen Eupterotidae. Inga underarter finns listade i Catalogue of Life.